# Équipe de Suisse masculine de handball
Maillots
Dernière mise à jour : 28 février 2024.
L'équipe de Suisse masculine de handball représente la Fédération suisse de handball lors des compétitions internationales, notamment aux Jeux olympiques et aux championnats du monde.
Si les Suisses faisaient partie des meilleurs nations en handball à onze en plein air avec la médaille bronze olympique aux Jeux olympiques de 1936 et cinq médailles (deux d'argent et trois de bronze) aux Championnats du monde, elle est moins performante en handball à sept en salle. Si elle a atteint à deux reprises la 4e place d'un Championnats du monde (en 1954 et en 1993), elle n'est plus parvenu à s'y qualifier depuis 1995. Elle compte également trois participations aux Championnats d'Europe au début des années 2000 avec une 12e place en 2004 comme meilleur résultat.

## Palmarès

### Handball à onze
Jeux olympiques
- en 1936

Championnats du monde
- en 1938 et  1955
- en 1948, 1952 et 1963

### Handball à sept
Jeux olympiques
- 7e place en 1984

Championnats du monde
- 4e place en 1954, 1993

Championnats d'Europe
- 12e place en 2004

## Parcours détaillé
| Édition | Tour             | Rang                                | J | V | N | D | BP | BC |
| ------- | ---------------- | ----------------------------------- | - | - | - | - | -- | -- |
| 1936    | 3e du tour final | Médaille de bronze, Jeux olympiques | 5 | 2 | 0 | 3 | 33 | 52 |
| Total   | 1/1              | –                                   | 5 | 2 | 0 | 3 | 33 | 52 |

| Édition | Tour                   | Rang          | J             | V             | N             | D             | BP            | BC            |               |
| ------- | ---------------------- | ------------- | ------------- | ------------- | ------------- | ------------- | ------------- | ------------- | ------------- |
| 1972    | Non qualifiée          | Non qualifiée | Non qualifiée | Non qualifiée | Non qualifiée | Non qualifiée | Non qualifiée | Non qualifiée | Non qualifiée |
| 1976    | Non qualifiée          | Non qualifiée | Non qualifiée | Non qualifiée | Non qualifiée | Non qualifiée | Non qualifiée | Non qualifiée | Non qualifiée |
| 1980    | Match pour la 7e place | 8e            | 6             | 2             | 0             | 4             | 132           | 121           |               |
| 1984    | Match pour la 7e place | 7e            | 6             | 3             | 0             | 3             | 100           | 119           |               |
| 1988    | Non qualifiée          | Non qualifiée | Non qualifiée | Non qualifiée | Non qualifiée | Non qualifiée | Non qualifiée | Non qualifiée | Non qualifiée |
| 1992    | Non qualifiée          | Non qualifiée | Non qualifiée | Non qualifiée | Non qualifiée | Non qualifiée | Non qualifiée | Non qualifiée | Non qualifiée |
| 1996    | Match pour la 7e place | 8e            | 6             | 2             | 0             | 4             | 142           | 138           |               |
| 2000    | Non qualifiée          | Non qualifiée | Non qualifiée | Non qualifiée | Non qualifiée | Non qualifiée | Non qualifiée | Non qualifiée | Non qualifiée |
| 2004    | Non qualifiée          | Non qualifiée | Non qualifiée | Non qualifiée | Non qualifiée | Non qualifiée | Non qualifiée | Non qualifiée | Non qualifiée |
| 2008    | Non qualifiée          | Non qualifiée | Non qualifiée | Non qualifiée | Non qualifiée | Non qualifiée | Non qualifiée | Non qualifiée | Non qualifiée |
| 2012    | Non qualifiée          | Non qualifiée | Non qualifiée | Non qualifiée | Non qualifiée | Non qualifiée | Non qualifiée | Non qualifiée | Non qualifiée |
| 2016    | Non qualifiée          | Non qualifiée | Non qualifiée | Non qualifiée | Non qualifiée | Non qualifiée | Non qualifiée | Non qualifiée | Non qualifiée |
| 2020    | Non qualifiée          | Non qualifiée | Non qualifiée | Non qualifiée | Non qualifiée | Non qualifiée | Non qualifiée | Non qualifiée | Non qualifiée |
| 2024    | Non qualifiée          | Non qualifiée | Non qualifiée | Non qualifiée | Non qualifiée | Non qualifiée | Non qualifiée | Non qualifiée | Non qualifiée |
| Total   | 3/13                   | –             | 39            | 21            | 9             | 12            | 374           | 368           |               |

| Édition | Tour                   | Rang                   | J                      | V                      | N                      | D                      | BP                     | BC                     |
| ------- | ---------------------- | ---------------------- | ---------------------- | ---------------------- | ---------------------- | ---------------------- | ---------------------- | ---------------------- |
| 1994    | Non qualifiée          | Non qualifiée          | Non qualifiée          | Non qualifiée          | Non qualifiée          | Non qualifiée          | Non qualifiée          | Non qualifiée          |
| 1996    | Non qualifiée          | Non qualifiée          | Non qualifiée          | Non qualifiée          | Non qualifiée          | Non qualifiée          | Non qualifiée          | Non qualifiée          |
| 1998    | Non qualifiée          | Non qualifiée          | Non qualifiée          | Non qualifiée          | Non qualifiée          | Non qualifiée          | Non qualifiée          | Non qualifiée          |
| 2000    | Non qualifiée          | Non qualifiée          | Non qualifiée          | Non qualifiée          | Non qualifiée          | Non qualifiée          | Non qualifiée          | Non qualifiée          |
| 2002    | Tour préliminaire      | 13e                    | 3                      | 0                      | 1                      | 2                      | 78                     | 91                     |
| 2004    | Tour préliminaire      | 12e                    | 6                      | 1                      | 0                      | 5                      | 140                    | 175                    |
| 2006    | Tour préliminaire      | 14e                    | 3                      | 0                      | 1                      | 2                      | 86                     | 97                     |
| 2008    | Non qualifiée          | Non qualifiée          | Non qualifiée          | Non qualifiée          | Non qualifiée          | Non qualifiée          | Non qualifiée          | Non qualifiée          |
| 2010    | Non qualifiée          | Non qualifiée          | Non qualifiée          | Non qualifiée          | Non qualifiée          | Non qualifiée          | Non qualifiée          | Non qualifiée          |
| 2012    | Non qualifiée          | Non qualifiée          | Non qualifiée          | Non qualifiée          | Non qualifiée          | Non qualifiée          | Non qualifiée          | Non qualifiée          |
| 2014    | Non qualifiée          | Non qualifiée          | Non qualifiée          | Non qualifiée          | Non qualifiée          | Non qualifiée          | Non qualifiée          | Non qualifiée          |
| 2016    | Non qualifiée          | Non qualifiée          | Non qualifiée          | Non qualifiée          | Non qualifiée          | Non qualifiée          | Non qualifiée          | Non qualifiée          |
| 2018    | Non qualifiée          | Non qualifiée          | Non qualifiée          | Non qualifiée          | Non qualifiée          | Non qualifiée          | Non qualifiée          | Non qualifiée          |
| 2020    | Tour préliminaire      | 16e                    | 3                      | 1                      | 0                      | 2                      | 77                     | 87                     |
| 2022    | Non qualifiée          | Non qualifiée          | Non qualifiée          | Non qualifiée          | Non qualifiée          | Non qualifiée          | Non qualifiée          | Non qualifiée          |
| 2024    | Tour préliminaire      | 21e                    | 3                      | 0                      | 1                      | 2                      | 67                     | 82                     |
| 2026    | Qualifications à venir | Qualifications à venir | Qualifications à venir | Qualifications à venir | Qualifications à venir | Qualifications à venir | Qualifications à venir | Qualifications à venir |
| 2028    | Qualifiée              | Qualifiée              | Qualifiée              | Qualifiée              | Qualifiée              | Qualifiée              | Qualifiée              | Qualifiée              |
| Total   | 5/16                   | –                      | 18                     | 2                      | 3                      | 13                     | 448                    | 532                    |

| Édition | Tour                   | Rang                      | J  | V  | N | D  | BP  | BC  |
| ------- | ---------------------- | ------------------------- | -- | -- | - | -- | --- | --- |
| 1938    | Finale                 | Médaille d'argent, monde  | 3  | 2  | 0 | 1  | 14  | 27  |
| 1948    | Match pour la 3e place | Médaille de bronze, monde | 3  | 2  | 0 | 1  | 37  | 22  |
| 1952    | Match pour la 3e place | Médaille de bronze, monde | 5  | 4  | 0 | 1  | 58  | 41  |
| 1955    | Finale                 | Médaille d'argent, monde  | 6  | 5  | 0 | 1  | 75  | 59  |
| 1959    | Match pour la 5e place | 5e                        | 4  | 2  | 0 | 2  | 50  | 43  |
| 1963    | Match pour la 3e place | Médaille de bronze, monde | 4  | 3  | 0 | 1  | 62  | 44  |
| 1966    | Tour principal         | 5e                        | 5  | 1  | 0 | 4  | 68  | 76  |
| Total   | 7/7                    | –                         | 30 | 19 | 0 | 11 | 364 | 312 |

| Édition | Tour                   | Rang                   | J                      | V                      | N                      | D                      | BP                     | BC                     |
| ------- | ---------------------- | ---------------------- | ---------------------- | ---------------------- | ---------------------- | ---------------------- | ---------------------- | ---------------------- |
| 1938    | Non qualifiée          | Non qualifiée          | Non qualifiée          | Non qualifiée          | Non qualifiée          | Non qualifiée          | Non qualifiée          | Non qualifiée          |
| 1954    | Match pour la 3e place | 4e                     | 3                      | 0                      | 1                      | 2                      | 31                     | 55                     |
| 1958    | Non qualifiée          | Non qualifiée          | Non qualifiée          | Non qualifiée          | Non qualifiée          | Non qualifiée          | Non qualifiée          | Non qualifiée          |
| 1961    | Tour préliminaire      | 10e                    | 2                      | 0                      | 0                      | 2                      | 25                     | 32                     |
| 1964    | Tour préliminaire      | 12e                    | 3                      | 1                      | 0                      | 2                      | 38                     | 56                     |
| 1967    | Tour préliminaire      | 14e                    | 3                      | 0                      | 0                      | 3                      | 45                     | 65                     |
| 1970    | Tour préliminaire      | 15e                    | 3                      | 0                      | 0                      | 3                      | 29                     | 48                     |
| 1974    | Non qualifiée          | Non qualifiée          | Non qualifiée          | Non qualifiée          | Non qualifiée          | Non qualifiée          | Non qualifiée          | Non qualifiée          |
| 1978    | Non qualifiée          | Non qualifiée          | Non qualifiée          | Non qualifiée          | Non qualifiée          | Non qualifiée          | Non qualifiée          | Non qualifiée          |
| 1982    | Tour principal         | 12e                    | 6                      | 1                      | 2                      | 3                      | 94                     | 103                    |
| 1986    | Tour principal         | 11e                    | 6                      | 1                      | 1                      | 4                      | 100                    | 124                    |
| 1990    | Tour principal         | 13e                    | 3                      | 1                      | 0                      | 2                      | 46                     | 57                     |
| 1993    | Match pour la 3e place | 4e                     | 7                      | 4                      | 0                      | 3                      | 161                    | 160                    |
| 1995    | Quarts de finale       | 7e                     | 8                      | 7                      | 0                      | 1                      | 201                    | 178                    |
| 1997    | Non qualifiée          | Non qualifiée          | Non qualifiée          | Non qualifiée          | Non qualifiée          | Non qualifiée          | Non qualifiée          | Non qualifiée          |
| 1999    | Non qualifiée          | Non qualifiée          | Non qualifiée          | Non qualifiée          | Non qualifiée          | Non qualifiée          | Non qualifiée          | Non qualifiée          |
| 2001    | Non qualifiée          | Non qualifiée          | Non qualifiée          | Non qualifiée          | Non qualifiée          | Non qualifiée          | Non qualifiée          | Non qualifiée          |
| 2003    | Non qualifiée          | Non qualifiée          | Non qualifiée          | Non qualifiée          | Non qualifiée          | Non qualifiée          | Non qualifiée          | Non qualifiée          |
| 2005    | Non qualifiée          | Non qualifiée          | Non qualifiée          | Non qualifiée          | Non qualifiée          | Non qualifiée          | Non qualifiée          | Non qualifiée          |
| 2007    | Non qualifiée          | Non qualifiée          | Non qualifiée          | Non qualifiée          | Non qualifiée          | Non qualifiée          | Non qualifiée          | Non qualifiée          |
| 2009    | Non qualifiée          | Non qualifiée          | Non qualifiée          | Non qualifiée          | Non qualifiée          | Non qualifiée          | Non qualifiée          | Non qualifiée          |
| 2011    | Non qualifiée          | Non qualifiée          | Non qualifiée          | Non qualifiée          | Non qualifiée          | Non qualifiée          | Non qualifiée          | Non qualifiée          |
| 2013    | Non qualifiée          | Non qualifiée          | Non qualifiée          | Non qualifiée          | Non qualifiée          | Non qualifiée          | Non qualifiée          | Non qualifiée          |
| 2015    | Non qualifiée          | Non qualifiée          | Non qualifiée          | Non qualifiée          | Non qualifiée          | Non qualifiée          | Non qualifiée          | Non qualifiée          |
| 2017    | Non qualifiée          | Non qualifiée          | Non qualifiée          | Non qualifiée          | Non qualifiée          | Non qualifiée          | Non qualifiée          | Non qualifiée          |
| 2019    | Non qualifiée          | Non qualifiée          | Non qualifiée          | Non qualifiée          | Non qualifiée          | Non qualifiée          | Non qualifiée          | Non qualifiée          |
| 2021    | Tour principal         | 16e                    | 6                      | 3                      | 0                      | 3                      | 153                    | 156                    |
| 2023    | Non qualifiée          | Non qualifiée          | Non qualifiée          | Non qualifiée          | Non qualifiée          | Non qualifiée          | Non qualifiée          | Non qualifiée          |
| 2025    | Qualifications à venir | Qualifications à venir | Qualifications à venir | Qualifications à venir | Qualifications à venir | Qualifications à venir | Qualifications à venir | Qualifications à venir |
| 2027    | Qualifications à venir | Qualifications à venir | Qualifications à venir | Qualifications à venir | Qualifications à venir | Qualifications à venir | Qualifications à venir | Qualifications à venir |
| Total   | 11/28                  | –                      | 50                     | 18                     | 4                      | 28                     | 923                    | 1 034                  |

## Statistiques
| Rang | Joueur              | Matchs | Buts | Poste |
| ---- | ------------------- | ------ | ---- | ----- |
| 1    | Max Schär (de)      | 279    | 724  | ARG/D |
| 2    | Peter Hürlimann     | 241    | 0    | GB    |
| 3    | Martin Rubin        | 239    | 878  | ARG/D |
| 4    | Andy Schmid         | 218    | 1094 | DC    |
| 5    | Manuel Liniger (de) | 214    | 902  | ALG/D |
| 6    | Hans Huber          | 211    | 413  | ?     |
| 7    | René Barth          | 206    | 251  | ?     |
| 8    | Stefan Schärer      | 204    | 533  | ALG   |
| 9    | Iwan Ursic          | 195    | 571  | P     |
| 10   | Robert Jehle        | 190    | 572  | ?     |

| Rang | Joueur               | Buts | Moy. | Poste |
| ---- | -------------------- | ---- | ---- | ----- |
| 1    | Andy Schmid          | 1094 | 5,02 | DC    |
| 2    | Marc Baumgartner     | 1093 | 6,47 | ARG   |
| 3    | Manuel Liniger (de)  | 902  | 4,21 | ALG/D |
| 4    | Martin Rubin         | 878  | 3,67 | ARG/D |
| 5    | Robert Kostadinovich | 771  | 4,26 | DC    |
| 6    | Ernst Züllig         | 749  | 4,23 | ARG   |
| 7    | Max Schär            | 724  | 2,59 | ARG/D |
| 8    | Robert Jehle         | 572  | 3,01 | ?     |
| 9    | Iwan Ursic           | 571  | 2,93 | P     |
| 10   | Stefan Schärer       | 533  | 2,61 | ALG   |

## Sélectionneurs
| Sélectionneur        | Début          | Fin            |
| -------------------- | -------------- | -------------- |
| inconnu              | ?              | Novembre 1962  |
| Karl Weiss           | Novembre 1962  | Septembre 1964 |
| Bruno Hartmann       | Septembre 1964 | 1967           |
| Edgar Leutenegger    | Juin 1967      | 1969           |
| Irislav Dolenec (de) | Octobre 1969   | Mars 1972      |
| Hansrudolf Meier     | Septembre 1972 | Janvier 1974   |
| René Wetzel          | Juillet 1974   | Décembre 1976  |
| Pero Janjić (en)     | Octobre 1976   | Janvier 1980   |
| Vinko Kandija (de)   | Février 1980   | Juillet 1980   |
| Sead Hasanefendić    | Octobre 1980   | Mars 1986      |
| Arno Ehret (de)      | Octobre 1986   | Mai 1993       |
| Gunnar Blombäck      | Octobre 1993   | Mai 1994       |
| Urs Mühlethaler      | Novembre 1994  | Mai 1995       |
| Armin Emrich (de)    | Septembre 1995 | Juillet 1996   |
| Halid Demirovic      | Janvier 1997   | Avril 1997     |
| Peter Bruppacher     | Mai 1997       | Novembre 1998  |
| Urs Mühlethaler      | Mai 1999       | Juin 2000      |
| Arno Ehret (de)      | Octobre 2000   | Juin 2006      |
| Dragan Đukić         | Juillet 2006   | Juin 2008      |
| Goran Perkovac       | Octobre 2008   | Juillet 2013   |
| Rolf Brack (de)      | Décembre 2013  | Juin 2016      |
| Michael Suter        | Juin 2016      | Février 2024   |
| Andy Schmid          | Février 2024   | -              |

## Bilan des confrontations face à la France
| Type             | Rencontres | Victoires | Nuls | Défaites | Buts pour | Buts contre | Différence |
| ---------------- | ---------- | --------- | ---- | -------- | --------- | ----------- | ---------- |
| Handball à onze  | 5          | 0         | 0    | 5        | 30        | 72          | -42        |
| Handball à sept, | 70         | 37        | 10   | 23       | 1341      | 1242        | +99        |
| Total            | 75         | 37        | 10   | 28       | 1371      | 1314        | +57        |